# Ya ya yippee (single)
Ya ya yippee is de eerste single van het album Ya ya yippee van de meidengroep K3. De single kwam uit op 6 juni 2006.
De hoogste positie in Nederland in de Single Top 100 was plaats nummer 15 en stond 19 weken in de Single Top 100. De hoogste positie in België in de Ultratop 50 was plaats nummer 3 en stond weken 23 in de Ultratop 50.

## Tracklist
1. Ya ya yippee (3:36)
2. Ya ya yippee (instrumentaal) (3:36)

## Hitnoteringen
| Ya Ya Yippee in de Nederlandse Top 40 - binnen: 1 juli 2006 | Ya Ya Yippee in de Nederlandse Top 40 - binnen: 1 juli 2006 | Ya Ya Yippee in de Nederlandse Top 40 - binnen: 1 juli 2006 | Ya Ya Yippee in de Nederlandse Top 40 - binnen: 1 juli 2006 | Ya Ya Yippee in de Nederlandse Top 40 - binnen: 1 juli 2006 |
| Week                                                        | 1                                                           | 2                                                           | 3                                                           |                                                             |
| ----------------------------------------------------------- | ----------------------------------------------------------- | ----------------------------------------------------------- | ----------------------------------------------------------- | ----------------------------------------------------------- |
| Nummer                                                      | 30                                                          | 25                                                          | 34                                                          | uit                                                         |

Nederlandse Single Top 100
| Ya Ya Yippee in de Single Top 100 - binnen: 17-06-2006/Laatste Notering 21-10-2006 | Ya Ya Yippee in de Single Top 100 - binnen: 17-06-2006/Laatste Notering 21-10-2006 | Ya Ya Yippee in de Single Top 100 - binnen: 17-06-2006/Laatste Notering 21-10-2006 | Ya Ya Yippee in de Single Top 100 - binnen: 17-06-2006/Laatste Notering 21-10-2006 | Ya Ya Yippee in de Single Top 100 - binnen: 17-06-2006/Laatste Notering 21-10-2006 | Ya Ya Yippee in de Single Top 100 - binnen: 17-06-2006/Laatste Notering 21-10-2006 | Ya Ya Yippee in de Single Top 100 - binnen: 17-06-2006/Laatste Notering 21-10-2006 | Ya Ya Yippee in de Single Top 100 - binnen: 17-06-2006/Laatste Notering 21-10-2006 | Ya Ya Yippee in de Single Top 100 - binnen: 17-06-2006/Laatste Notering 21-10-2006 | Ya Ya Yippee in de Single Top 100 - binnen: 17-06-2006/Laatste Notering 21-10-2006 | Ya Ya Yippee in de Single Top 100 - binnen: 17-06-2006/Laatste Notering 21-10-2006 | Ya Ya Yippee in de Single Top 100 - binnen: 17-06-2006/Laatste Notering 21-10-2006 | Ya Ya Yippee in de Single Top 100 - binnen: 17-06-2006/Laatste Notering 21-10-2006 | Ya Ya Yippee in de Single Top 100 - binnen: 17-06-2006/Laatste Notering 21-10-2006 | Ya Ya Yippee in de Single Top 100 - binnen: 17-06-2006/Laatste Notering 21-10-2006 | Ya Ya Yippee in de Single Top 100 - binnen: 17-06-2006/Laatste Notering 21-10-2006 | Ya Ya Yippee in de Single Top 100 - binnen: 17-06-2006/Laatste Notering 21-10-2006 | Ya Ya Yippee in de Single Top 100 - binnen: 17-06-2006/Laatste Notering 21-10-2006 | Ya Ya Yippee in de Single Top 100 - binnen: 17-06-2006/Laatste Notering 21-10-2006 | Ya Ya Yippee in de Single Top 100 - binnen: 17-06-2006/Laatste Notering 21-10-2006 | Ya Ya Yippee in de Single Top 100 - binnen: 17-06-2006/Laatste Notering 21-10-2006 |
| Week                                                                               | 1                                                                                  | 2                                                                                  | 3                                                                                  | 4                                                                                  | 5                                                                                  | 6                                                                                  | 7                                                                                  | 8                                                                                  | 9                                                                                  | 10                                                                                 | 11                                                                                 | 12                                                                                 | 13                                                                                 | 14                                                                                 | 15                                                                                 | 16                                                                                 | 17                                                                                 | 18                                                                                 | 19                                                                                 |                                                                                    |
| ---------------------------------------------------------------------------------- | ---------------------------------------------------------------------------------- | ---------------------------------------------------------------------------------- | ---------------------------------------------------------------------------------- | ---------------------------------------------------------------------------------- | ---------------------------------------------------------------------------------- | ---------------------------------------------------------------------------------- | ---------------------------------------------------------------------------------- | ---------------------------------------------------------------------------------- | ---------------------------------------------------------------------------------- | ---------------------------------------------------------------------------------- | ---------------------------------------------------------------------------------- | ---------------------------------------------------------------------------------- | ---------------------------------------------------------------------------------- | ---------------------------------------------------------------------------------- | ---------------------------------------------------------------------------------- | ---------------------------------------------------------------------------------- | ---------------------------------------------------------------------------------- | ---------------------------------------------------------------------------------- | ---------------------------------------------------------------------------------- | ---------------------------------------------------------------------------------- |
| Nummer                                                                             | 32                                                                                 | 19                                                                                 | 16                                                                                 | 17                                                                                 | 15                                                                                 | 22                                                                                 | 19                                                                                 | 24                                                                                 | 26                                                                                 | 28                                                                                 | 33                                                                                 | 39                                                                                 | 47                                                                                 | 43                                                                                 | 53                                                                                 | 57                                                                                 | 55                                                                                 | 55                                                                                 | 76                                                                                 | uit                                                                                |

| Ya Ya Yippee in de Ultratop 50 - binnen: 17 juni 2006 | Ya Ya Yippee in de Ultratop 50 - binnen: 17 juni 2006 | Ya Ya Yippee in de Ultratop 50 - binnen: 17 juni 2006 | Ya Ya Yippee in de Ultratop 50 - binnen: 17 juni 2006 | Ya Ya Yippee in de Ultratop 50 - binnen: 17 juni 2006 | Ya Ya Yippee in de Ultratop 50 - binnen: 17 juni 2006 | Ya Ya Yippee in de Ultratop 50 - binnen: 17 juni 2006 | Ya Ya Yippee in de Ultratop 50 - binnen: 17 juni 2006 | Ya Ya Yippee in de Ultratop 50 - binnen: 17 juni 2006 | Ya Ya Yippee in de Ultratop 50 - binnen: 17 juni 2006 | Ya Ya Yippee in de Ultratop 50 - binnen: 17 juni 2006 | Ya Ya Yippee in de Ultratop 50 - binnen: 17 juni 2006 | Ya Ya Yippee in de Ultratop 50 - binnen: 17 juni 2006 | Ya Ya Yippee in de Ultratop 50 - binnen: 17 juni 2006 | Ya Ya Yippee in de Ultratop 50 - binnen: 17 juni 2006 | Ya Ya Yippee in de Ultratop 50 - binnen: 17 juni 2006 | Ya Ya Yippee in de Ultratop 50 - binnen: 17 juni 2006 | Ya Ya Yippee in de Ultratop 50 - binnen: 17 juni 2006 | Ya Ya Yippee in de Ultratop 50 - binnen: 17 juni 2006 | Ya Ya Yippee in de Ultratop 50 - binnen: 17 juni 2006 | Ya Ya Yippee in de Ultratop 50 - binnen: 17 juni 2006 | Ya Ya Yippee in de Ultratop 50 - binnen: 17 juni 2006 | Ya Ya Yippee in de Ultratop 50 - binnen: 17 juni 2006 | Ya Ya Yippee in de Ultratop 50 - binnen: 17 juni 2006 | Ya Ya Yippee in de Ultratop 50 - binnen: 17 juni 2006 |
| Week                                                  | 1                                                     | 2                                                     | 3                                                     | 4                                                     | 5                                                     | 6                                                     | 7                                                     | 8                                                     | 9                                                     | 10                                                    | 11                                                    | 12                                                    | 13                                                    | 14                                                    | 15                                                    | 16                                                    | 17                                                    | 18                                                    | 19                                                    | 20                                                    | 21                                                    | 22                                                    | 23                                                    |                                                       |
| ----------------------------------------------------- | ----------------------------------------------------- | ----------------------------------------------------- | ----------------------------------------------------- | ----------------------------------------------------- | ----------------------------------------------------- | ----------------------------------------------------- | ----------------------------------------------------- | ----------------------------------------------------- | ----------------------------------------------------- | ----------------------------------------------------- | ----------------------------------------------------- | ----------------------------------------------------- | ----------------------------------------------------- | ----------------------------------------------------- | ----------------------------------------------------- | ----------------------------------------------------- | ----------------------------------------------------- | ----------------------------------------------------- | ----------------------------------------------------- | ----------------------------------------------------- | ----------------------------------------------------- | ----------------------------------------------------- | ----------------------------------------------------- | ----------------------------------------------------- |
| Nummer                                                | 20                                                    | 8                                                     | 6                                                     | 6                                                     | 6                                                     | 7                                                     | 6                                                     | 5                                                     | 3                                                     | 3                                                     | 4                                                     | 4                                                     | 6                                                     | 7                                                     | 9                                                     | 13                                                    | 16                                                    | 15                                                    | 18                                                    | 26                                                    | 41                                                    | 47                                                    | 50                                                    | uit                                                   |